# 女王已死
《女王已死》（英語：The Queen Is Dead）是英国摇滚乐队史密斯乐队的第三张录音室专辑，于1986年6月16日发行。专辑封面是阿兰·德龙在1964年的电影《喋血凌霄阁》中的剧照。 专辑标题则取自美国作家休伯·塞尔比1964年的小说《布鲁克林黑街》。
该专辑在英国专辑排行榜上停留了22周，最高排名第2位。在Billboard 200上最高排名第70位，并在1990年底获得美国唱片业协会的RIAA认证。 在2020年更新的滚石杂志五百大专辑中，该专辑排名第113位。 2013年，《新音乐快递》将本专辑评为有史以来最伟大的专辑。

## 创作
在专辑制作过程中，马尔深受傀儡乐队、地下丝绒以及车库摇滚的影响。
专辑的主打歌，即同名曲《The Queen Is Dead》，改编自马尔青少年时期便开始创作的一首歌曲。
据马尔所说，《The Boy with the Thorn in His Side》是「一首毫不费力的音乐作品」，在1985年春季的巡演途中就已写好。这首歌的歌词暗指乐队在音乐界曾不被看好的经历。:48 2003年，莫里西将这首歌评为他最喜欢的史密斯乐队歌曲。
1985年夏天，马尔向莫里西寄去了《Some Girls Are Bigger Than Others》的一段音乐样本。随后，莫里西为歌曲填上了歌词。马尔曾表示，他“相较于歌词更喜欢音乐”。:405
《Frankly, Mr. Shankly》《I Know It's Over》《There Is a Light That Never Goes Out》这三首歌则是在1985年夏末，莫里西和马尔于大曼彻斯特博顿的马尔家中进行的一场“马拉松式”创作会议上完成的。:136 据说其中的第一首歌是写给届时史密斯乐队所属唱片公司Rough Trade的负责人杰夫·特拉维斯（Geoff Travis）的，但莫里西否认了这一说法。 特拉维斯后来称这是一段“有趣的歌词”，表达了“莫里西想去别处”的渴望，并承认歌词中“糟糕透顶的诗歌”指的是他曾为莫里西写的一首诗。:86
《There Is a Light That Never Goes Out》 的歌词部分借鉴了纽约娃娃乐队的《Lonely Planet Boy》。据马尔所说：“当我们第一次演奏这首歌时，我觉得这是我听过的最好的歌。” :442 这首歌的吉他部分借鉴了滚石乐队翻唱的马文·盖伊的歌曲《Hitch Hike》，而盖伊的歌曲则启发了地下丝绒的《There She Goes Again》。
《Never Had No One Ever》的音乐在1985年8月完成，基于马尔于1984年12月录制的一段小样；这段小样本身则源自傀儡乐队的《I Need Somebody》。:281 据马尔所说：“这首歌的氛围几乎概括了整张专辑以及录制时的感觉。”:282 歌词则反映了莫里西的不安全感，以及移民家庭出身的他在曼彻斯特没有归属感的情绪。
《The Boy with the Thorn in His Side》《Bigmouth Strikes Again》和《Frankly, Mr. Shankly》在1985年9月至10月的苏格兰巡演中首次现场演出，:120–2 而《The Queen Is Dead》和《There Is a Light That Never Goes Out》则在这段巡演期间进行了试音。:78
马尔称《Vicar in a Tutu》是一首“随便写就的”歌，他表示：“这首歌改变了我试图改变这个该死的世界的想法。” 歌曲《Cemetry Gates》在制作后期才决定被加入专辑，马尔原本认为这首歌的吉他部分不够有趣，无法扩充成一首歌，但莫里西在听到马尔的演奏后否定了这个想法。:70  歌词中的“All those people .... I want to cry”主要取自电影《来吃晚饭的人》，该片还是莫里西的一个别名，谢里丹·怀特海德（Sheridan Whitehead）的来源。歌词中的“said a hundred times (maybe less, maybe more)”则源自莎士比亚的《理查三世》。

## 发行
《女王已死》于1986年6月16日发行，并在5月19日发布预热单曲《Bigmouth Strikes Again》。很多人希望乐队能将《There Is a Light That Never Goes Out》作为单曲发行，但据说约翰尼·马尔想要发布一首像滚石乐队的《Jumpin' Jack Flash》那样爆炸性的、尖锐的单曲，来宣告史密斯乐队从休整期中归来。这首单曲的表现不如预期，在英国单曲榜上只达到了第26名。不过，专辑则在发行后取得了国际成功，在欧洲百大专辑榜上连续排名21周， 最高排名达到第19名。 它还在Billboard 200上达到了第70名，并在1990年底获得了RIAA认证。
在专辑初版发行30周年后的第二年，即2017年6月，乐队发行了《女王已死》的完整版本黑胶唱片，附带乐队的其他歌曲，如《Oscillate Wildly》《Money Changes Everything》《The Draize Train》等作为B面曲。 同月，莫里西指责HMV试图“冻结销售”，因为后者限制每人只能购买一张新发行的黑胶唱片。 2017年晚些时候，该专辑由华纳唱片重新发行，其中包含了《There’s a Light That Never Goes Out》和《Rubber Ring》的新录制版本，以及一张1986年录制但之前从未发布过的现场专辑。 莫里西称，“只有在思考一位怪异的科学天才是否会认可你时，你才会取得进步——而这正是史密斯乐队在《女王已死》中所迈出的飞跃。”

## 评价
| 綜合得分                          | 綜合得分          |
| 來源                              | 評分              |
| --------------------------------- | ----------------- |
|                                   | 99/100 （豪华版） |
| 評論得分                          |                   |
| 來源                              | 評分              |
| AllMusic                          | [ 21 ]            |
| Blender                           | [ 22 ]            |
| Chicago Tribune                   | [ 23 ]            |
| The Encyclopedia of Popular Music | [ 24 ]            |
| Mojo                              | [ 25 ]            |
| Pitchfork                         | 10/10             |
| Q                                 | [ 27 ]            |
| Rolling Stone                     | [ 28 ]            |
| The Rolling Stone Album Guide     | [ 29 ]            |
| Uncut                             | [ 30 ]            |
| The Village Voice                 | B+                |

汤姆·希伯特（Tom Hibbert）在发布于杂志《Smash Hits》的评论中称“吉他很棒，有些歌词令人赞叹不已，有些则像五年级学生在课桌上的涂鸦”，并形容莫里西“一半是天才，一半是小丑”。 《村声》杂志的罗伯特·克里斯特高写道，尽管他不喜欢史密斯乐队先前的专辑，但《女王已死》却让他“一见倾心”，“莫里西展露出了他的才华，对女王的嘲讽抨击远超约翰·里顿”，认为“这让人们更容易跟随他进行那些更为感性的冒险”。 J·D·康斯丁（J.D. Considine）认为史密斯乐队“集合了英国新音乐所有令人钦佩和厌恶的特质”，约翰尼·马尔“精辟、丰富的吉他演奏”使作品极具旋律性，但莫里西“常常偏离传统的音调观念，导致乐队的旋律在此过程中被破坏”。不过，他总结道，莫里西“在大多数情况下控制住了自己的嗓音”，并称赞专辑乐曲《There Is a Light That Never Goes Out》“极富感染力”。
Pitchfork将《女王已死》列为20世纪80年代最佳专辑中的第6位。 2000年，科林·拉金（Colin Larkin）在他的著作《史上最伟大的1000张专辑》(All Time Top 1000 Albums）中将该专辑列为第10位。 在《滚石》杂志中，加文·爱德华兹（Gavin Edwards）评价该专辑为“史上最有趣的摇滚专辑之一”，指出莫里西“学会了通过讽刺来表达厌恶”，而约翰尼·马尔则“以机智且灵活的音乐与他（莫里西）的言语过剩相匹配”，并总结道，“如果女王的反应是‘我们不觉得好笑’，那么她就会是唯一一个讨厌这张专辑的人”。

## 曲目列表
| 曲序     | 曲目                                 | 时长  |
| -------- | ------------------------------------ | ----- |
| 1.       | The Queen Is Dead                    | 6:24  |
| 2.       | Frankly, Mr. Shankly                 | 2:17  |
| 3.       | I Know It's Over                     | 5:47  |
| 4.       | Never Had No One Ever                | 3:36  |
| 5.       | Cemetry Gates                        | 2:38  |
| 6.       | Bigmouth Strikes Again               | 3:11  |
| 7.       | The Boy with the Thorn in His Side   | 3:15  |
| 8.       | Vicar in a Tutu                      | 2:22  |
| 9.       | There Is a Light That Never Goes Out | 4:02  |
| 10.      | Some Girls Are Bigger Than Others    | 3:16  |
| 总时长： | 总时长：                             | 36:48 |

## 制作人员
| 史密斯乐队 - 莫里西 – 主唱，伴唱（《Bigmouth Strikes Again》，署名为“Ann Coates”） - 约翰尼·马尔 – 吉他，管弦乐配器（署名为“The Hated Salford Ensemble”），弦乐合成器，口琴，马林巴琴（《The Boy with the Thorn in His Side》） - 安迪·鲁尔克 – 贝斯 - 邁克·喬伊斯 – 鼓 | 制作 - 莫里西 – 制作 - 约翰尼·马尔 – 制作 - 斯蒂芬·斯特里特 - 音频工程师（除《Frankly, Mr.Shankly》外） - 约翰·波特 – 音频工程师（除《Frankly, Mr.Shankly》外） | 设计 - 史蒂夫·赖特（Steve Wright） – 摄影 - 莫里西 – 唱片封套 - 卡琳·高夫（Caryn Gough） – 版面设计 |